# サンシャインフォーラム熊本
サンシャインフォーラム熊本は、熊本市に主たる事務所を置き、平成14年からこどもの健全育成に特化した各分野の非営利活動を行っているNPO法人である。
現在、ツリークライミング、ネイチャーゲームなどの野外活動、スポーツチャンバラなどのスポーツ振興活動、陶芸などの文化振興活動などを実施している。
平成28年4月からは小規模保育事業（A型）立町におうさん通り保育園運営も実施している。